# Ласси (Валь-д’Уаз)
Ласси (фр. Lassy) — муниципалитет во Франции, в регионе Иль-де-Франс, департамент Валь-д'Уаз. Население — 177 человек (1999).
Муниципалитет расположен на расстоянии около 28 км севернее Парижа, 30 км восточнее Сержи.

## Демография
Динамика населения (Cassini и INSEE):